# Rheumaptera malaisei
Rheumaptera malaisei là một loài bướm đêm trong họ Geometridae.